# Loeseneriella merrilliana
Loeseneriella merrilliana är en benvedsväxtart som beskrevs av Albert Charles Smith. Loeseneriella merrilliana ingår i släktet Loeseneriella och familjen Celastraceae. Inga underarter finns listade.